# ФК «Спартак» Москва в сезоне 1991
Сезон 1991 года стал для ФК «Спартак» Москва последним в чемпионатах СССР.
В прошлом сезоне «Спартак» занял пятое место в чемпионате СССР. На игре «Спартака» в сезоне 1991 сказались серьёзные изменения в составе. В начале сезона в зарубежные клубы уехали Сергей Базулев (финский ОПС), Борис Поздняков и Олег Имреков (австрийский «Линц»). Кроме того, Марат Дзоблаев перешёл во владикавказский «Спартак», Азамат Абдураимов — в «Памир», Андрей Тимошенко — в столичное «Динамо». Юрий Суслопаров и Геннадий Морозов выбыли по состоянию здоровья. В ходе первенства Валерий Шмаров отправился в немецкий «Карлсруэ», Игорь Шалимов — в итальянскую «Фоджу», Василий Кульков — в португальскую «Бенфику». А уже после завершения сезона «Спартак» покинули Александр Мостовой и Геннадий Перепаденко. Первый оказался в португальской «Бенфике», второй — в израильском «Цифририме».
Однако в клуб пришли и новые футболисты — это Дмитрий Радченко («Зенит»), Дмитрий Ананко, Александр Каратаев (ростовский спортинтернат), Сергей Чудин (московская ФШМ), позднее пришёл из московского «Динамо» Андрей Мох, уехавший в конце сезона в испанский «Эспаньол». Из французского «Ред Стара» в «Спартак» вернулся Фёдор Черенков.
Обновившуюся команду уже в начале марта ждало серьёзнейшее испытание. В четвертьфинале Кубка европейских чемпионов предстояло сразиться с мадридским «Реалом». Подопечные Ди Стефано в первой игре, прошедшей 6 марта, позаботились об обороне. Как итог, забить спартаковцам не удалось, а у «Реала» голевых шансов почти не было. В ответном матче в дебюте был пропущен мяч от Бутрагеньо (сухая серия Черчесова в Кубке чемпионов оборвалась на 489-й минуте). Но потом Радченко, который, после того как Шмаров попал в штангу, переправил мяч в ворота, а позже Радченко забил и второй мяч «Спартака», воспользовавшись передачей Шалимова. Точку в матче поставил Шмаров, вколотив мяч в сетку после прострела Олега Иванова. Через два дня тренер «Реала» Ди Стефано подал в отставку. В полуфинале красно-белых ждал французский «Олимпик». Дома москвичи уступили — 1:3, в гостях спартаковцы тоже проиграли — 1:2 и завершили своё выступление в Кубке европейских чемпионов.
Противостояние «Спартака» с ЦСКА составило главную интригу чемпионата. Красно-синие лидировали, спартаковцы вели за ними погоню и даже обошли их, но финиш сезона оказался провален. Оба очных матча «Спартак» у ЦСКА выиграл, причём ни разу не пропустив. С 6-го по 12-й туры команда не могла забить больше одного мяча. А во второй части сезона «Спартак» выдал 12-матчевую беспроигрышную серию, в которой забивал по четыре мяча «Пахтакору» и минскому «Динамо», а московскому «Динамо» и вовсе забили семь мячей. Перед четырьмя заключительными турами «Спартак» вышел на первое место, опережая ЦСКА на очко и имел все шансы на первое место. Но из-за ничейного результата с «Памиром», поражения от «Пахтакора» и московского «Торпедо» команда в итоге заняла второе место.
Через несколько дней после завершения чемпионата красно-белые закончили выступление и в Кубке УЕФА. Уверенно победив в обеих встречах первого раунда финский «Миккели», «Спартак» попал на греческий АЕК. Первый матч закончился нулевой ничьей. Во втором матче красно-белые открыли счёт, но во втором тайме АЕК забил два мяча и вышел в следующий раунд.

## Команда

### Основной состав
| ?             | Гинтарас Стауче      | Флаг Литвы | 24 декабря 1969  | Спартак-Дубль (Москва) |
| ?             | Станислав Черчесов   | Флаг СССР  | 2 сентября 1963  | Локомотив (Москва)     |
| Защитники     |                      |            |                  |                        |
| ?             | Дмитрий Ананко       | Флаг СССР  | 29 сентября 1973 | Спартак-Дубль (Москва) |
| ?             | Сергей Базулев       | Флаг СССР  | 10 октября 1957  | Локомотив (Москва)     |
| ?             | Дмитрий Градиленко   | Флаг СССР  | 11 августа 1969  | СКА Карпаты (Львов)    |
| ?             | Андрей Иванов        | Флаг СССР  | 6 апреля 1967    | СКА (Хабаровск)        |
| ?             | Альмир Каюмов        | Флаг СССР  | 30 декабря 1964  | Ротор (Волгоград)      |
| ?             | Рамиз Мамедов        | Флаг СССР  | 21 августа 1972  | Спартак-Дубль (Москва) |
| ?             | Андрей Мох           | Флаг СССР  | 20 октября 1965  | Динамо (Москва)        |
| ?             | Борис Поздняков      | Флаг СССР  | 31 мая 1962      | Динамо (Москва)        |
| ?             | Дмитрий Попов        | Флаг СССР  | 27 февраля 1967  | Шинник (Ярославль)     |
| ?             | Дмитрий Хлестов      | Флаг СССР  | 21 января 1971   | Спартак-Дубль (Москва) |
| Полузащитники |                      |            |                  |                        |
| ?             | Евгений Бушманов     | Флаг СССР  | 2 ноября 1971    | Шинник (Ярославль)     |
| ?             | Олег Иванов          | Флаг СССР  | 29 июля 1967     | Спартак-Дубль (Москва) |
| ?             | Олег Имреков         | Флаг СССР  | 10 июля 1962     | Черноморец (Одесса)    |
| ?             | Александр Каратаев   | Флаг СССР  | 22 ноября 1973   | Спартак-Дубль (Москва) |
| ?             | Валерий Карпин       | Флаг СССР  | 2 февраля 1969   | Факел (Воронеж)        |
| ?             | Игорь Козлов         | Флаг СССР  | 7 августа 1970   | ЦСКА (Москва)          |
| ?             | Андрей Коновалов     | Флаг СССР  | 13 сентября 1974 | Зенит (Челябинск)      |
| ?             | Василий Кульков      | Флаг СССР  | 11 июня 1966     | Спартак (Орджоникидзе) |
| ?             | Александр Мостовой   | Флаг СССР  | 22 августа 1968  | Спартак-Дубль (Москва) |
| ?             | Геннадий Перепаденко | Флаг СССР  | 16 июня 1964     | Черноморец (Одесса)    |
| ?             | Сергей Перепаденко   | Флаг СССР  | 26 мая 1972      | Торпедо (Запорожье)    |
| ?             | Фёдор Черенков       | Флаг СССР  | 25 июля 1959     | Ред Стар (Париж)       |
| ?             | Сергей Чудин         | Флаг СССР  | 24 ноября 1973   | Спартак-Дубль (Москва) |
| ?             | Игорь Шалимов        | Флаг СССР  | 2 февраля 1969   | Спартак-Дубль (Москва) |
| Нападающие    |                      |            |                  |                        |
| ?             | Владимир Бесчастных  | Флаг СССР  | 1 апреля 1974    | Звезда (Москва)        |
| ?             | Валерий Попович      | Флаг СССР  | 18 мая 1970      | ЦСКА (Москва)          |
| ?             | Дмитрий Радченко     | Флаг СССР  | 2 декабря 1970   | Зенит (Ленинград)      |
| ?             | Валерий Шмаров       | Флаг СССР  | 23 февраля 1965  | Факел (Воронеж)        |

## Чемпионат СССР 1991

### Турнирная таблица
| М  | Клуб                   | И  | В  | Н  | П  | М     | О  |
| -- | ---------------------- | -- | -- | -- | -- | ----- | -- |
| 1  | ЦСКА Москва            | 30 | 17 | 9  | 4  | 57-32 | 43 |
| 2  | «Спартак» Москва       | 30 | 17 | 7  | 6  | 57-30 | 41 |
| 3  | «Торпедо» Москва       | 30 | 13 | 10 | 7  | 36-20 | 36 |
| 4  | «Черноморец» Одесса    | 30 | 10 | 16 | 4  | 39-24 | 36 |
| 5  | «Динамо» Киев          | 30 | 13 | 9  | 8  | 43-34 | 35 |
| 6  | «Динамо» Москва        | 30 | 12 | 7  | 11 | 43-42 | 31 |
| 7  | «Арарат» Ереван        | 30 | 11 | 7  | 12 | 29-36 | 29 |
| 8  | «Динамо» Минск         | 30 | 9  | 11 | 10 | 29-31 | 29 |
| 9  | «Днепр» Днепропетровск | 30 | 9  | 10 | 11 | 31-36 | 28 |
| 10 | «Памир» Душанбе        | 30 | 7  | 13 | 10 | 28-32 | 27 |
| 11 | «Спартак» Владикавказ  | 30 | 9  | 8  | 13 | 33-41 | 26 |
| 12 | «Шахтёр» Донецк        | 30 | 6  | 14 | 10 | 33-41 | 26 |
| 13 | «Металлург» Запорожье  | 30 | 9  | 7  | 14 | 27-38 | 25 |
| 14 | «Пахтакор» Ташкент     | 30 | 9  | 7  | 14 | 37-45 | 25 |
| 15 | «Металлист» Харьков    | 30 | 8  | 9  | 13 | 32-43 | 25 |
| 16 | «Локомотив» Москва     | 30 | 5  | 8  | 17 | 18-47 | 18 |

- Нумерация туров может отличаться из-за переносов матчей.

### Первый круг
| 11 марта 1991 1 тур | Металлург (Запорожье)       | 2:1 (0:1) | Спартак (Москва) | Запорожье                                                                           |
| | Наконечный 70′ · Волгин 90′ | отчёт     | 26′ Мостовой     | Стадион: Центральный стадион «Металлург» Зрителей: 28 000 Судья: А. Горин (Кишинёв) |
| Металлург (Запорожье): Сивуха, Башкиров (к), Ярмолич, Дудник, Сорокалет, Наконечный, Вернидуб (А. Заец, 59), Сторчак, Волгин, Гуйганов (Скрипник, 67), Пучков. Спартак (Москва): Черчесов, Базулев, Кульков (к), Попов, Ан. Иванов, Карпин, Г. Перепаденко, Шалимов, Шмаров, Мостовой, Радченко (Черенков, 78). |                             |           |                  |                                                                                     |

| 15 марта 1991 2 тур | Торпедо (Москва) | 1:2 (1:1) | Спартак (Москва)            | Москва                                                           |
| | Юшков 24′        | отчёт     | 29′ Черенков · 56′ Радченко | Стадион: «Торпедо» Зрителей: 3 250 Судья: В. Овчинников (Москва) |
| Торпедо (Москва): Сарычев, Полукаров (к), Афанасьев, Юшков, Роговской, Чугайнов, Г. Гришин, Ю. Матвеев, Савичев (В. Ерёмин, 58), Ширинбеков (Шустиков, 46), Агашков. Спартак (Москва): Черчесов, Базулев, Кульков (к), Попов, Ан. Иванов, Карпин, О. Иванов, Шалимов, Шмаров, Черенков, Радченко. |                  |           |                             |                                                                  |

| 24 марта 1991 3 тур | Спартак (Москва) | 1:0 (1:0) | Памир (Душанбе) | Москва                                                      |
| | Шмаров 13′       | отчёт     |                 | Стадион: ЛФК ЦСКА Зрителей: 3 800 Судья: В. Пьяных (Донецк) |
| Спартак (Москва): Черчесов, Базулев, Кульков (к), Попов, Поздняков, Карпин, О. Иванов, Шалимов (Г. Перепаденко, 59), Шмаров, Черенков (Ан. Иванов, 85), Радченко. Памир (Душанбе): Мананников (к), Фузайлов, Воловоденко, Рафиков, Рахимов, Постнов, Абдураимов (Манасян, 74), Батуренко, Базаров (Мандреко, 79), Мухадов, Мухамадиев. |                  |           |                 |                                                             |

| 20 апреля 1991 4 тур | Спартак (Москва)               | 3:2 (1:1) | Арарат (Ереван)            | Москва                                                                         |
| | Мостовой 23′ · Шмаров 54′, 67′ | отчёт     | 28′ Меликян · 86′ Маркосян | Стадион: «Центральный» им. В. И. Ленина Зрителей: 10 000 Судья: В. Жук (Минск) |
| Спартак (Москва): Черчесов, Базулев, Кульков (к), Попов, Поздняков, Карпин (Г. Перепаденко, 59), Ан. Иванов, Шалимов, Шмаров, Мостовой, Радченко (Черенков, 46). Арарат (Ереван): Абрамян, Сукиасян, В. Хачатрян, А. Хачатрян (к), С. Оганесян, Саркисян, Енгибарян, Меликян (А. Акопян, 59), Галустян (Агасян, 64), Маркосян, Саркисов. |                                |           |                            |                                                                                |

| 29 апреля 1991 5 тур | Спартак (Москва)                 | 2:0 (1:0) | ЦСКА (Москва) | Москва                                                                             |
| | Г. Перепаденко 35′ · Кульков 66′ | отчёт     |               | Стадион: «Центральный» им. В. И. Ленина Зрителей: 15 000 Судья: А. Спирин (Москва) |
| Спартак (Москва): Черчесов, Ан. Иванов, Кульков (к), Попов, Поздняков, Карпин, Г. Перепаденко (О. Иванов, 71), Шалимов, Шмаров, Мостовой, Радченко (Черенков, 61). ЦСКА (Москва): М. Ерёмин, Д. Кузнецов (к), Колотовкин, Быстров (Малюков, 46), Фокин, Колесников, Корнеев (В. Иванов, 83), Брошин, Сергеев, Галямин, Масалитин. |                                  |           |               |                                                                                    |

| 2 мая 1991 6 тур | Шахтёр (Донецк) | 1:1 (1:1) | Спартак (Москва) | Донецк                                                                                      |
| | Леонов 37′      | отчёт     | 29′ Карпин       | Стадион: Центральный стадион «Шахтёр» Зрителей: 14 500 Судья: И. Тимошенко (Ростов-на-Дону) |
| Шахтёр (Донецк): Ковтун, Драгунов (к), Погодин, Ященко, В. Евсеев, Леонов (Барабаш, 88), Стельмах (Столовицкий, 72), Кобозев, И. Петров, В. Онопко, С. Щербаков. Спартак (Москва): Черчесов, Ан. Иванов, Кульков (к), Попов, Поздняков, Карпин, Г. Перепаденко, Шалимов, Шмаров, Черенков, О. Иванов. |                 |           |                  |                                                                                             |

| 6 мая 1991 7 тур | Спартак (Москва) | 1:0 (0:0) | Днепр (Днепропетровск) | Москва                                                                                 |
| | Шмаров 61′       | отчёт     |                        | Стадион: «Центральный» им. В. И. Ленина Зрителей: 10 000 Судья: Т. Безубяк (Ленинград) |
| Спартак (Москва): Черчесов, Ан. Иванов, Кульков (к), Попов, Поздняков, Карпин, Г. Перепаденко (Черенков, 46), Шалимов, Шмаров, Мостовой, Радченко (О. Иванов, 46). Днепр (Днепропетровск): Городов, Юдин, Беженар, Горилый, Тищенко (к), Кудрицкий, Багмут, Яровенко (Сасько, 62), Сон, Михайленко (Коновалов, 66), Шахов. |                  |           |                        |                                                                                        |

| 14 мая 1991 8 тур | Черноморец (Одесса) | 1:1 (0:1) | Спартак (Москва) | Одесса                                                                          |
| 18:30 | Кошелюк 50′         | отчёт     | 18′ Шалимов      | Стадион: Центральный стадион ЧМП Зрителей: 18 000 Судья: В. Шароян (Октемберян) |
| Черноморец (Одесса): Гришко (к), Никифоров, Телесненко, Кулиш, Третьяк, Спицын, Цымбаларь (Сак, 85), Гецко, Кошелюк, А. Щербаков (Шелепницкий, 77), Савельев. Спартак (Москва): Черчесов, Ан. Иванов, Кульков, Попов, Поздняков, В. Карпин, Г. Перепаденко (О. Иванов, 77), Шалимов, Шмаров, Мостовой, Радченко (Черенков, 63). |                     |           |                  |                                                                                 |

| 18 мая 1991 9 тур | Спартак (Москва) | 1:1 (1:0) | Локомотив (Москва) | Москва                                                                              |
| | Радченко 34′     | отчёт     | 52′ Сабитов        | Стадион: «Центральный» им. В. И. Ленина Зрителей: 12 000 Судья: А. Бутенко (Москва) |
| Спартак (Москва): Черчесов, Ан. Иванов, Кульков (к), Попов (Г. Перепаденко, 57), Поздняков, Карпин, Мох, Шалимов, Шмаров, Мостовой, Радченко (Черенков, 57). Локомотив (Москва): Овчинников, Сабитов, Милешкин (к), Мажейкис, Янонис, Соловцов, Горьков (Саматов, 65), Федин, Кондратьев, Фридрикас, Сёмин (Смирнов, 46). |                  |           |                    |                                                                                     |

| 2 июня 1991 10 тур | Динамо (Минск)     | 1:0 (0:0) | Спартак (Москва) | Минск                                                            |
| | Мархель 51′ (пен.) | отчёт     |                  | Стадион: «Динамо» Зрителей: 14 000 Судья: В. Авдыш (Симферополь) |
| Динамо (Минск): Курбыко, Роднёнок, Лесун, Силкин (Кашенцев, 35), Яхимович, Лухвич, Журавель, Жута, Мархель, Величко (Герасимец, 75), Сокол. Спартак (Москва): Черчесов, Ан. Иванов, Кульков, Попов, Поздняков, Карпин, Г. Перепаденко (Имреков, 61), Шалимов, Шмаров, Мостовой, Радченко (Черенков, 66). |                    |           |                  |                                                                  |

| 5 июня 1991 11 тур | Динамо (Москва) | 1:1 (1:0) | Спартак (Москва) | Москва                                                        |
| 19:00 MSK | Кобелев 2′      | отчёт     | 51′ Мох          | Стадион: «Динамо» Зрителей: 20 000 Судья: А. Маляров (Москва) |
| Динамо (Москва): Уваров, Лосев (к), Царёв, Долгов, Тетрадзе, Кобелев, Смертин (Захаров, 70), Середа, Колыванов, Леоненко (Чернышов, 46), Кирьяков. Спартак (Москва): Черчесов, Ан. Иванов, Кульков (к), Попов, Поздняков, Карпин (Г. Перепаденко, 46), Мох, Шалимов, Шмаров, Мостовой, Радченко (Черенков, 58). |                 |           |                  |                                                               |

| 19 июня 1991 12 тур | Спартак (Москва)  | 2:0 (1:0) | Металлист (Харьков) | Москва                                                                                 |
| | Радченко 20′, 89′ | отчёт     |                     | Стадион: «Центральный» им. В. И. Ленина Зрителей: 9 000 Судья: Н. Левников (Ленинград) |
| Спартак (Москва): Черчесов, Ан. Иванов, Кульков, Попов, Поздняков, О. Иванов, Г. Перепаденко, Шалимов, Мостовой (Шмаров, 63), Черенков, Радченко. Металлист (Харьков): Дудка, Колоколов, Пец, Панчишин, Деревинский, Касторный (Призетко, 82), Хомуха, Ралюченко, Синицкий, Кандауров, Медвидь (Аджоев, 68). |                   |           |                     |                                                                                        |

| 24 июня 1991 13 тур | Спартак (Владикавказ)                          | 3:3 (2:1) | Спартак (Москва)                                        | Владикавказ                                                                           |
| | Цховребов 4′ · Тедеев 22′ · И. Б. Качмазов 74′ | отчёт     | 34′ (пен.) Шалимов · 53′ (авт.) Васильев · 90′ Мостовой | Стадион: Республиканский стадион «Спартак» Зрителей: 31 000 Судья: Е. Канана (Донецк) |
| Спартак (Владикавказ): Хапов, Алчагиров, Газданов, Пагаев, И. Б. Качмазов, Дзоблаев, Тедеев, Васильев (Муравьёв, 76), Исаев, Сулейманов, Цховребов (Г. Иванов, 89). Спартак (Москва): Черчесов, Ан. Иванов, Кульков (к), Попов, Мох, О. Иванов, Г. Перепаденко (Мостовой, 52), Шалимов, Шмаров, Черенков (Карпин, 52), Радченко. |                                                |           |                                                         |                                                                                       |

| 27 июня 1991 14 тур | Арарат (Ереван)               | 2:1 (1:0) | Спартак (Москва) | Ереван                                                      |
| | Меликян 19′ · С. Оганесян 80′ | отчёт     | 73′ Шмаров       | Стадион: «Раздан» Зрителей: 4 780 Судья: В. Пьяных (Донецк) |
| Арарат (Ереван): Абрамян, Сукиасян, В. Хачатрян, А. Хачатрян, С. Оганесян, Саркисян, Гспеян (Шахгельдян, 76), Меликян, Галустян (Агасян, 60), Маркосян, Саркисов. Спартак (Москва): Черчесов, Ан. Иванов, Кульков, Попов, Мох, О. Иванов, Г. Перепаденко, Шалимов, Шмаров, Черенков (Мостовой, 36), Радченко (Карпин, 55). |                               |           |                  |                                                             |

| 1 июля 1991 15 тур | Спартак (Москва) | 0:2 (0:0) | Динамо (Киев)                 | Москва                                                                             |
| 19:00 MSK |                  | отчёт     | 65′ Юран · 83′ (пен.) Саленко | Стадион: «Центральный» им. В. И. Ленина Зрителей: 30 000 Судья: А. Горин (Кишинёв) |
| Спартак (Москва): Черчесов, Ан. Иванов (Попович, 83), Кульков, Попов, Мох, Карпин, Г. Перепаденко, Шалимов, Шмаров, Мостовой, Радченко. Динамо (Киев): Кутепов, Алексаненков, Цвейба, Б. Деркач, Шматоваленко, Ковалец (Юрченко, 73), Анненков, Ю. Мороз (В. Мороз, 55), Саленко, Беца, Юран. |                  |           |                               |                                                                                    |

### Второй круг
| 3 июля 1991 16 тур | Спартак (Москва)                                      | 4:0 (2:0) | Пахтакор (Ташкент) | Москва                                                                                        |
| | Радченко 13′, 39′ · Г. Перепаденко 50′ · Мостовой 60′ | отчёт     |                    | Стадион: «Центральный» им. В. И. Ленина Зрителей: 10 000 Судья: И. Тимошенко (Ростов-на-Дону) |
| Спартак (Москва): Черчесов, Хлестов, Кульков (к), Попов, Мох, Карпин, О. Иванов (Г. Перепаденко, 46), Шалимов (Попович, 65), Шмаров, Мостовой, Радченко. Пахтакор (Ташкент): Перескоков, Клочков, Квиткаускас (Маруфалиев, 46), Касымов, Денисов, Шарипов, С. Бондаренко, Пятницкий, В. Новиков, Шквырин (к), Галиев (Хасанов, 69). |                                                       |           |                    |                                                                                               |

| 6 июля 1991 17 тур | Спартак (Москва)         | 2:1 (2:1) | Спартак (Владикавказ) | Москва                                                                            |
| | Мостовой 3′ · Шмаров 28′ | отчёт     | 18′ (пен.) Сулейманов | Стадион: «Центральный» им. В. И. Ленина Зрителей: 7 000 Судья: Е. Канана (Донецк) |
| Спартак (Москва): Черчесов, Хлестов, Кульков, Попов, Мох, Карпин, Г. Перепаденко, Шалимов, Шмаров, Мостовой, Радченко (Попович, 86). Спартак (Владикавказ): Хапов, Бестаев, А. Новиков, Нейштетер, Пагаев, И. Б. Качмазов, Тедеев, Васильев (Газданов, 68), Исаев (Джиоев, 16), Сулейманов, Цховребов. |                          |           |                       |                                                                                   |

| 11 июля 1991 18 тур | ЦСКА (Москва) | 0:1 (0:1) | Спартак (Москва) | Москва                                                                               |
| |               | отчёт     | 7′ Мостовой      | Стадион: «Центральный» им. В. И. Ленина Зрителей: 44 000 Судья: С. Хусаинов (Москва) |
| ЦСКА (Москва): Гутеев, Д. Кузнецов (к), Колотовкин, Янушевский, Фокин (Минько, 46), Колесников, Корнеев, Брошин, Сергеев, Галямин (Быстров, 85), Дмитриев. Спартак (Москва): Черчесов, Хлестов, Кульков, Попов (Карпин, 75), Мох, Градиленко, Г. Перепаденко (Попович, 88), Шалимов, Шмаров, Мостовой, Радченко. |               |           |                  |                                                                                      |

| 23 июля 1991 19 тур | Спартак (Москва)                              | 3:1 (1:0) | Шахтёр (Донецк) | Москва                                                                                        |
| | Радченко 31′ · Попов 82′ · Г. Перепаденко 84′ | отчёт     | 56′ И. Петров   | Стадион: «Центральный» им. В. И. Ленина Зрителей: 32 000 Судья: И. Тимошенко (Ростов-на-Дону) |
| Спартак (Москва): Черчесов, Хлестов, Кульков, Попов, Мох, Градиленко, Г. Перепаденко, Шалимов, Шмаров, Мостовой, Радченко. Шахтёр (Донецк): Ковтун, Драгунов, Корниец, Ященко, В. Евсеев, Погодин, Стельмах (Ателькин, 37), Кобозев, И. Петров, В. Онопко, С. Щербаков. |                                               |           |                 |                                                                                               |

| 26 июля 1991 20 тур | Динамо (Киев)            | 2:3 (1:1) | Спартак (Москва)                | Киев                                                                      |
| | Юран 16′ · Б. Деркач 56′ | отчёт     | 20′ Мостовой · 50′, 79′ Шалимов | Стадион: «Республиканский» Зрителей: 38 000 Судья: В. Шароян (Октемберян) |
| Динамо (Киев): Кутепов (Мартинкенас, 46), Лужный, Цвейба, Б. Деркач, Ю. Мороз, Ковалец, Анненков (Шаран, 25), С. Заец, Саленко, Беца, Юран. Спартак (Москва): Черчесов, Хлестов, Кульков, Попов, Мох, Градиленко, Г. Перепаденко, Шалимов, Карпин, Мостовой, Радченко (Бушманов, 87). |                          |           |                                 |                                                                           |

| 30 июля 1991 21 тур | Днепр (Днепропетровск) | 0:2 (0:0) | Спартак (Москва)           | Днепропетровск                                                   |
| |                        | отчёт     | 83′ Шалимов · 90′ Мостовой | Стадион: «Метеор» Зрителей: 15 500 Судья: Т. Безубяк (Ленинград) |
| Днепр (Днепропетровск): Городов, Юдин, Беженар, Сидельников, Тищенко, Кудрицкий, Багмут, Горилый (Сасько, 64), Лебедь (Москвин, 39), Ю. Петров, Мамчур. Спартак (Москва): Черчесов, Бушманов, Кульков, Попов, Мох, Градиленко, Г. Перепаденко, Шалимов, Карпин, Мостовой, Радченко (Ан. Иванов, 88). |                        |           |                            |                                                                  |

| 5 августа 1991 22 тур | Спартак (Москва) | 1:1 (0:0) | Черноморец (Одесса) | Москва                                                                            |
| | Черенков 74′     | отчёт     | 81′ Гецко           | Стадион: «Центральный» им. В. И. Ленина Зрителей: 25 000 Судья: Р. Рагимов (Баку) |
| Спартак (Москва): Черчесов, Хлестов, Кульков, Попов, Мох, Градиленко, Г. Перепаденко (Черенков, 70), Шалимов, Карпин, Мостовой, Радченко. Черноморец (Одесса): Гришко (к), Никифоров, Шелепницкий, Телесненко, Третьяк, Демьяненко, Цымбаларь, Сак, Кошелюк, А. Щербаков (Гецко, 77), Савельев (Спицын, 82). |                  |           |                     |                                                                                   |

| 14 августа 1991 23 тур | Металлист (Харьков) | 1:3 (0:0) | Спартак (Москва)                      | Харьков                                                     |
| | Тарасов 90′         | отчёт     | 51′ (пен.) Мостовой · 78′, 87′ Карпин | Стадион: «Металлист» Зрителей: 10 800 Судья: В. Жук (Минск) |
| Металлист (Харьков): Помазун, Яблонский, Ланцфер, Панчишин, Яловский, Деревинский (Скаченко, 76), Хомуха, Медвидь, Призетко, Тарасов, Аджоев (Ралюченко, 74). Спартак (Москва): Черчесов, Хлестов, Бушманов, Попов, Мох, Градиленко (Ан. Иванов, 57), Г. Перепаденко, Карпин, Мостовой, Черенков, Радченко. |                     |           |                                       |                                                             |

| 1 сентября 1991 24 тур | Спартак (Москва)                               | 4:0 (2:0) | Динамо (Минск) | Москва                                                                                     |
| | Радченко 8′, 76′ · Мостовой 20′ · Бушманов 61′ | отчёт     |                | Стадион: «Центральный» им. В. И. Ленина Зрителей: 18 000 Судья: В. Туховский (Симферополь) |
| Спартак (Москва): Черчесов, Бушманов, Хлестов, Попов (О. Иванов, 71), Мох, Ан. Иванов, Г. Перепаденко (Ананко, 79), Карпин, Мостовой, Черенков, Радченко Динамо (Минск): Курбыко, Роднёнок, Лесун, Мархель, Яхимович, Лухвич, Журавель, Кашенцев, Герасимец, Величко (Антонович, 72), Сокол (Жута, 46). |                                                |           |                |                                                                                            |

| 9 сентября 1991 25 тур | Локомотив (Москва) | 0:2 (0:1) | Спартак (Москва)            | Москва                                                            |
| |                    | отчёт     | 42′ Радченко · 59′ Черенков | Стадион: «Локомотив» Зрителей: 20 000 Судья: С. Хусаинов (Москва) |
| Локомотив (Москва): Биджиев, Сабитов, Арифуллин, Мажейкис, Матвиенко, Нестеров, Смирнов (М. Евсеев, 59), Федин, Подпалый, Рычков, Аленичев (Шамрин, 30) Спартак (Москва): Черчесов, Хлестов, Бушманов, Попов, Мох, Ан. Иванов (Ананко, 88), Г. Перепаденко (О. Иванов, 84), Карпин, Мостовой, Черенков, Радченко. |                    |           |                             |                                                                   |

| 14 сентября 1991 26 тур | Спартак (Москва)                                                  | 7:1 (3:1) | Динамо (Москва)    | Москва |
| 18:00 MSK | Попов 23′, 36′, 87′ · Г. Перепаденко 33′, 46′ · Радченко 54′, 68′ | отчёт     | 28′ (пен.) Кобелев | Стадион: «Центральный» им. В. И. Ленина Зрителей: 25 000 Судья: В. Бутенко (Москва) Игрок матча: Дмитрий Попов («Спартак») |
| Спартак (Москва): Черчесов, Хлестов, Бушманов, Попов, Мох (Ананко, 81), Ан. Иванов, Г. Перепаденко (Каратаев, 77), Карпин, Мостовой, Черенков (к), Радченко. Динамо (Москва): Сметанин, Царёв, Скляров, Долгов (Смертин, 46), Чернышов, Кобелев (к), Симутенков (Панкратьев, 46), С. Деркач, Колыванов, Леоненко, Кирьяков. |                                                                   |           |                    | |

| 28 сентября 1991 27 тур | Памир (Душанбе)              | 2:2 (0:1) | Спартак (Москва)            | Душанбе                                                          |
| | Мухамадиев 76′ · Манасян 81′ | отчёт     | 16′ Радченко · 55′ Мостовой | Стадион: имени Фрунзе Зрителей: 11 000 Судья: В. Пьяных (Донецк) |
| Памир (Душанбе): Мананников, Мамаджанов (Манасян, 77), Воловоденко, Рафиков, Рахимов, Постнов, Абдураимов, Батуренко, Мандреко (О. Назаров, 67), Мухадов, Мухамадиев. Спартак (Москва): Черчесов, Хлестов, Бушманов, Попов, Мох, О. Иванов (Ананко, 82), Г. Перепаденко, Карпин, Мостовой, Черенков (И. Козлов, 53), Радченко. |                              |           |                             |                                                                  |

| 19 октября 1991 28 тур | Пахтакор (Ташкент) | 1:0 (1:0) | Спартак (Москва) | Ташкент                                                       |
| | Пятницкий 24′      | отчёт     |                  | Стадион: «Пахтакор» Зрителей: 30 000 Судья: Р. Рагимов (Баку) |
| Пахтакор (Ташкент): Перескоков, Узаков, Маруфалиев (Алиев, 88), Касымов, Денисов, Шарипов, С. Бондаренко, Пятницкий, Синелобов, Шквырин (Максудов, 79), Хасанов. Спартак (Москва): Черчесов, Хлестов, Бушманов (Ананко, 12), Попов, Мох, Ан. Иванов, Г. Перепаденко, Карпин, Мостовой, Черенков (И. Козлов, 46), Радченко. |                    |           |                  |                                                               |

| 27 октября 1991 29 тур | Спартак (Москва) | 1:2 (1:1) | Торпедо (Москва)         | Москва                                                                               |
| | Мостовой 18′     | отчёт     | 1′ Калайчев · 81′ Тишков | Стадион: «Центральный» им. В. И. Ленина Зрителей: 15 000 Судья: А. Кириллов (Москва) |
| Спартак (Москва): Черчесов, Хлестов, Ананко, Попов, Мох, Ан. Иванов, Г. Перепаденко, Карпин, Мостовой, Черенков (Попович, 60), Радченко. Торпедо (Москва): Подшивалов, Соловьёв, Калайчев, Афанасьев, Юшков (Борисов, 81), Шустиков, Г. Гришин, Тишков, Талалаев (Чельцов, 88), Чугайнов, Ульянов. |                  |           |                          |                                                                                      |

| 2 ноября 1991 30 тур | Спартак (Москва)                | 2:1 (0:0) | Металлург (Запорожье) | Москва                                                                                 |
| | Попов 76′ · Мостовой 90′ (пен.) | отчёт     | 88′ Волгин            | Стадион: «Центральный» им. В. И. Ленина Зрителей: 1 000 Судья: Н. Левников (Ленинград) |
| Спартак (Москва): Черчесов, Хлестов, Ананко, Попов, Мох, Ан.Иванов, О.Иванов (С.Перепаденко, 79), Карпин, Мостовой, Попович (Чудин, 85), Радченко. Металлург (Запорожье): Сивуха, Скрипник, Маркин, Дудник (Головань, 80), Пучков, Наконечный, Вернидуб, В. Ерёмин (Волгин, 46), Шкапенко, Таран, А. Заец. |                                 |           |                       |                                                                                        |

## Кубок СССР 1990/91
- Учитываются матчи сыгранные только в 1991 году. О матчах сыгранных в 1990 году см. ФК «Спартак» Москва в сезоне 1990.

| 1 марта 1991 1/4 финала | Спартак (Москва) | 0:0 (0:0) (1:3 пен.)                                | Торпедо (Москва) | Москва                                                             |
| |                  | отчёт                                               |                  | Стадион: «Олимпийский» Зрителей: 25 000 Судья: В. Бутенко (Москва) |
| | Пенальти         |                                                     |                  |                                                                    |
| Черенков · Шалимов · Карпин · Радченко |                  | Полукаров · Афанасьев · Чугайнов · Гицелов · Гришин |                  |                                                                    |
| Спартак (Москва): С. Черчесов, С. Базулев, В. Кульков, А. Иванов, Б. Поздняков, В. Карпин, Г. Перепаденко (О. Иванов, 80), И. Шалимов, В. Шмаров (Д. Радченко, 70), Ф. Черенков, А. Мостовой. Торпедо (Москва): В. Сарычев, А. Полукаров, А. Калайчев, А. Гицелов, В. Роговской, И. Чугайнов, Г. Гришин, Ю. Матвеев (А. Кузьмичёв, 82), Н. Савичев (А. Афанасьев, 108), О. Ширинбеков, С. Агашков (А. Юшков, 75). |                  |                                                     |                  |                                                                    |

## Кубок СССР 1991/92
- Учитываются матчи сыгранные только в 1991 году. О матчах сыгранных в 1992 году см. ФК «Спартак» Москва в сезоне 1992.

### 1/16 финала
| 4 сентября 1991 первый матч | СК им. Н. Гастелло (Уфа) | 2:4 (1:2) | Спартак (Москва)                                                    | Уфа                                                              |
| 18:00 | Слободич 20′, 58′        | отчёт     | 36′ Карпин · 43′ Козлов · 51′ (авт.) Голованов · 70′ С. Перепаденко | Стадион: «Строитель» Зрителей: 8 000 Судья: А. Литвиненко (Киев) |
| СК им. Н. Гастелло (Уфа): Печёнкин, Горохов, Голованов, Власов, Фёдоров (Лясов, 46), Слободич (Рахмангулов, 59), Довженко Каткин (Сафаров, 84), Добрынин, Игнатов, Голубев. Спартак (Москва): Стауче, Хлестов, Бушманов, Ананко, Иванов А., Карпин (Чудин, 84), Иванов О., Попович, Козлов (Каратаев, 76), Перепаденко С. (Бесчастных, 76), Радченко. |                          |           |                                                                     |                                                                  |

| 17 ноября 1991 ответный матч | Спартак (Москва)                  | 2:1 (1:1) | СК им. Н. Гастелло (Уфа) | Москва                                                            |
| | С. Перепаденко 1′ · А. Иванов 77′ | отчёт     | 44′ Слободич             | Стадион: «Сокольники» Зрителей: 1 000 Судья: А. Савкин (Балашиха) |
| Спартак (Москва): Черчесов, Хлестов, Ананко, Попов Д., Мох, Иванов А., Чудин, Карпин, Попович (Каратаев, 46), Перепаденко С., Коновалов (Бесчасных, 46). СК им. Н. Гастелло (Уфа): Печёнкин, Горохов, Голованов, Добрынин, Давлетов (Туленков, 90), Сафаров, Власов, Каткин, Слободич (Голубев, 82), Игнатов, Рахмангулов. |                                   |           |                          |                                                                   |

### 1/8 финала
| 22 ноября 1991 первый матч | Копетдаг (Ашхабад) | 0:0 (0:0) | Спартак (Москва) | Ашхабад                                                              |
| |                    | отчёт     |                  | Стадион: «Центральный» Зрителей: 12 000 Судья: А. Кулаков (Алма-Ата) |
| Копетдаг (Ашхабад): Коробко; Курбанмамедов, Сейдиев, Мартынов, Корж, Козлов, Нежелев (Серкеров, 85), Золотухин, Мингазов, Костюк, Аннадурдыев (Гильманов, 66). Спартак (Москва): Черчесов; Хлестов, Ананко, Каюмов, Мох, А. Иванов, Каратаев, Карпин, Попович, О. Иванов (Чудин, 66), Попов. |                    |           |                  |                                                                      |

| 25 ноября 1991 ответный матч | Спартак (Москва)                         | 2:1 (1:0) | Копетдаг (Ашхабад) | Москва                                                                    |
| | Мостовой 38′ (пен.) · С. Перепаденко 85′ | отчёт     | 50′ Мухадов        | Стадион: Манеж «Спартак» Зрителей: 1 000 Судья: Л.-А. Ибрагимов (Грозный) |
| Спартак (Москва): Черчесов; Хлестов, Ананко, Попов, Мох, А. Иванов, Г. Перепаденко (Мамедов, 84), Карпин, Каратаев, Мостовой, Чудин (С. Перепаденко, 50). Копетдаг (Ашхабад): Коробко; Курбанмамедов, Сейдиев, Мартынов, Мередов, Козлов, Нежелев (Корж, 62), Золотухин, Мухадов, Костюк, Гильманов (Аннадурдыев, 73). |                                          |           |                    |                                                                           |

## Кубок европейских чемпионов 1990/91
- Учитываются матчи сыгранные только в 1991 году. О матчах сыгранных в 1990 году см. ФК «Спартак» Москва в сезоне 1990.

### 1/4 финала
| 6 марта 1991 первый матч | Спартак (Москва) | 0:0 (0:0) | Реал (Мадрид) | Москва                                                            |
| 19:00 MSK |                  | отчёт     |               | Стадион: «Центральный» Зрителей: 81 000 Судья: Карл-Хайнц Тричлер |
| Спартак (Москва): 1. Станислав Черчесов, 2. Сергей Базулев, 3. Василий Кульков (к), 4. Дмитрий Попов, 5. Борис Поздняков, 6. Валерий Карпин, 7. Геннадий Перепаденко (12. Дмитрий Градиленко, 88), 8. Игорь Шалимов, 9. Валерий Шмаров, 10. Александр Мостовой, 11. Дмитрий Радченко. Запасные: 13. Дмитрий Хлестов, 14. Олег Иванов, 15. Валерий Попович, 16. Гинтарас Стауче (в). Гл. тренер — Олег Романцев. Реал (Мадрид): 1. Педро Луис ХАРО Регеро, 2. Мигель Порлан Ногера (к), 3. Хесус Анхель СОЛАНО Бермехо, 4. Фернандо Руис ЙЕРРО, 5. Мигель ТЕНДИЛЬО Беленгер, 6. Рафаэль ГОРДИЛЬО Васкес, 7. Эмилио БУТРАГЕНЬО Сантос (14. Адольфо АЛЬДАНА Торрес, 79), 8. Хосе Мигель Гонсалес Мартин Дель Кампо, 9. Франсиско ЛЬОРЕНТЕ Хенто (15. Себастьян ЛОСАДА Бестард, 89), 10. Сантьяго АРАГОН Мартинес, 11. Франсиско Хавьер Перес ВИЛЬЯРОЙЯ. Запасные: 12. Предраг Спасич, 13. Франсиско БУЙО Санчес (в), 16. АЛЬФОНСО Перес Муньос. Гл. тренер — Альфредо ДИ СТЕФАНО. |                  |           |               |                                                                   |

| 20 марта 1991 ответный матч | Реал (Мадрид) | 1:3 (1:2) | Спартак (Москва)               | Мадрид                                                                  |
| 21:00 | Бутрагеньо 9′ | отчёт     | 19′, 38′ Радченко · 63′ Шмаров | Стадион: «Сантьяго Бернабеу» Зрителей: 90 200 Судья: Эндрю Уилсон Уоддл |
| Реал (Мадрид): 1. Педро Луис ХАРО Регеро, 2. Мигель Порлан Ногера (к), 3. Хесус Анхель ЛОСАДА Бестард, 4. Фернандо Руис ЙЕРРО, 5. Мануэль САНЧИС Онтиюэло (15. Франсиско ЛЬОРЕНТЕ Хенто, 75), 6. Рафаэль ГОРДИЛЬО Васкес, 7. Эмилио БУТРАГЕНЬО Сантос, 8. Хосе Мигель Гонсалес Мартин Дель Кампо, 9. УГО САНЧЕС Маркес, 10. Хуан Хосе Санчес МАКЕДА (14. Адольфо АЛЬДАНА Торрес, 62), 11. Франсиско Хавьер Перес ВИЛЬЯРОЙЯ. Запасные: 12. Мигель ТЕНДИЛЬО Беленгер, 13. Франсиско БУЙО Санчес (в), 16. АЛЬФОНСО Перес Муньос. Гл. тренер — Альфредо ДИ СТЕФАНО. Спартак (Москва): 1. Станислав Черчесов, 2. Сергей Базулев, 3. Василий Кульков (к), 4. Дмитрий Попов, 5. Борис Поздняков, 6. Валерий Карпин, 7. Олег Иванов, 8. Игорь Шалимов, 9. Валерий Шмаров, 10. Валерий Попович (14. Евгений Бушманов, 88), 11. Дмитрий Радченко. Запасные: 12. Геннадий Перепаденко, 13. Дмитрий Хлестов, 15. Александр Мостовой, 16. Гинтарас Стауче (в). Гл. тренер — Олег Романцев. |               |           |                                |                                                                         |

### 1/2 финала
| 10 апреля 1991 первый матч | Спартак (Москва) | 1:3 (0:2) | Олимпик (Марсель)                          | Москва                                                          |
| | Шалимов 60′      | отчёт     | 27′ Абеди Пеле · 31′ Папен · 88′ Веркрюисс | Стадион: «Центральный» Зрителей: 85 500 Судья: Петер Миккельсен |
| Спартак (Москва): 1. Станислав Черчесов, 2. Сергей Базулев, 3. Василий Кульков (к), 4. Дмитрий Попов, 5. Борис Поздняков, 6. Валерий Карпин, 7. Олег Иванов (12. Геннадий Перепаденко, 52), 8. Игорь Шалимов, 9. Валерий Шмаров, 10. Александр Мостовой, 11. Дмитрий Радченко. Запасные: 13. Евгений Бушманов, 14. Валерий Попович, 15. Игорь Козлов, 16. Гинтарас Стауче (в). Гл. тренер — Олег Романцев. Олимпик (Марсель): 1. Паскаль Ольмета, 2. Мануэль Аморо, 3. Эрик Ди Меко, 4. Базиль Боли, 5. Лоран Фурнье, 6. Бруно Жермен, 7. Бернар Казони, 8. Крис Уоддл, 9. Жан-Пьер Папен (к), 10. Абеди Айю, 11. Жан Тигана (13. Филип Веркрюисс, 76). Запасные: 12. Эрик Мура, 14. Драган Стойкович, 16. Гаэтан Юар (в). Гл. тренер — Раймон Гуталс. |                  |           |                                            |                                                                 |

| 24 апреля 1991 ответный матч | Олимпик (Марсель)         | 2:1 (1:0) | Спартак (Москва)    | Марсель                                                        |
| 20:30 | Абеди Пеле 34′ · Боли 48′ | отчёт     | 58′ (пен.) Мостовой | Стадион: «Велодром» Зрителей: 37 500 Судья: Кит Стюарт Хэккетт |
| Олимпик (Марсель): 1. Паскаль Ольмета, 2. Мануэль Аморо, 3. Эрик Ди Меко (12. Лоран Фурнье, 80), 4. Базиль Боли, 5. Жозе Карлос Непомусено МОЗЕР, 6. Бруно Жермен, 7. Бернар Казони, 8. Крис Уоддл (13. Филип Веркрюисс, 83), 9. Жан-Пьер Папен (к), 10 Абеди Айю, 11. Жан Тигана. Запасные: 14. Драган Стойкович, 15. Гаэтан Юар (в). Гл. тренер — Раймон Гуталс. Спартак (Москва): 1. Станислав Черчесов, 2. Сергей Базулев, 3. Василий Кульков (к), 4. Дмитрий Попов, 5. Борис Поздняков, 6. Олег Иванов (12. Валерий Карпин, 51), 7. Геннадий Перепаденко, 8. Игорь Шалимов (13. Евгений Бушманов, 83), 9. Валерий Шмаров, 10. Александр Мостовой, 11. Дмитрий Радченко. Запасные: 14. Валерий Попович, 15. Игорь Козлов, 16. Гинтарас Стауче (в). Гл. тренер — Олег Романцев. |                           |           |                     |                                                                |

## Кубок УЕФА 1991/92

### 1/32 финала
| 18 сентября 1991 первый матч | Миккелин Паллоильят (Миккели) | 0:2 (0:1) | Спартак (Москва)                | Миккели                                                             |
| 18:00 |                               | отчёт     | 35′ Черенков · 77′ (авт.) Аллен | Стадион: «Урхейлупуйсто» Зрителей: 4 900 Судья: Дуглас Диармид Хоуп |
| Миккелин Паллоильят (Миккели): Винтанен, Кангаскорпи, Виитикко (Хямяляйнен, 70), Маннинен, Ронкайнен, Аллен, Мякеля, Карвинен, Руханен (Никула, 78), Груборович, Хухтамяки. Спартак (Москва): Черчесов, Хлестов, Бушманов, Попов, Мох, Андрей Иванов, Перепаденко, Карпин, Мостовой, Черенков, Радченко. |                               |           |                                 |                                                                     |

| 3 октября 1991 ответный матч | Спартак (Москва)                         | 3:1 (1:1) | Миккелин Паллоильят (Миккели) | Москва                                                         |
| 18:00 MSK | Мостовой 27′ · Карпин 57′ · Радченко 77′ | отчёт     | 35′ Хямяляйнен                | Стадион: «Центральный» Зрителей: 10 000 Судья: Джордже Ионеску |
| Спартак (Москва): Черчесов (Стауче,80), Хлестов, Бушманов, Попов, Мох, Андрей Иванов, Перепаденко, Карпин, Мостовой, Черенков, Радченко. Миккелин Паллоильят (Миккели): Винтанен, Хямяляйнен, Виитикко, Маннинен, Ронкайнен (Терясалми, 80), Аллен, Мякеля, Карвинен, Никула (Саарелма, 46), Груборович, Хухтамяки. |                                          |           |                               |                                                                |

### 1/16 финала
| 23 октября 1991 первый матч | Спартак (Москва) | 0:0 (0:0) | АЕК (Афины) | Москва                                                       |
| |                  | отчёт     |             | Стадион: «Центральный» Зрителей: 23 000 Судья: Лайош Хартман |
| Спартак (Москва): Черчесов, Хлестов, Попович (О. Иванов, 63), Попов, Мох, А. Иванов, Перепаденко, Карпин, Мостовой, Черенков, Радченко. АЕК (Афины): Мину, Василопулос, Караянис, Манолас, Шабанаджович, Папаиоан, Александрис, Савевски (Саматис, 81), Димитриадис (Георгиадис, 60), Батиста, Саввидис. |                  |           |             |                                                              |

| 6 ноября 1991 ответный матч | АЕК (Афины)                   | 2:1 (0:1) | Спартак (Москва)    | Афины                                                                   |
| 18:00 | Батиста 64′ · Димитриадис 76′ | отчёт     | 35′ (пен.) Мостовой | Стадион: «Никос Гумас» Зрителей: 28 025 Судья: Антонио Мартин Наваррете |
| АЕК (Афины): 1. Антонис Мину, 2. Христос Василопулос (16. Павлос Папаиоанну, 67), 3. Вайос Караяннис, 4. Стилианос Манолас, 5. Рефик Шабанаджович, 6. Йоргос Кутулас, 7. Алекос Александрис (14. Ставрос Стаматис, 46), 8. Тони Савевски, 9. Василиос Димитриадис, 10. Даниэль Батиста, 11. Георгиос Саввидис. Запасные: 12. Димитриос Карагиозопулос, 13. Ламбракис Георгиадис, 15. Теофанис Кофинас (в). Гл. тренер — Душан Баевич. Спартак (Москва): 1. Станислав Черчесов (к), 2. Дмитрий Хлестов, 3. Дмитрий Градиленко (15. Игорь Козлов, 80), 4. Дмитрий Попов, 5. Андрей Мох, 6. Андрей Иванов, 7. Геннадий Перепаденко, 8. Валерий Карпин, 9. Валерий Попович, 10. Александр Мостовой, 11. Дмитрий Радченко (12. Олег Иванов, 25). Запасные: 14. Сергей Перепаденко, 16. Гинтарас Стауче (в). Гл. тренер — Олег Романцев. |                               |           |                     |                                                                         |

## Чемпионат СССР 1991 (дублирующие составы)

### Первый круг
| 10 марта 1991 1 тур | Металлург-Д (Запорожье) | 0:0 | Спартак-Д (Москва) |  |

| 14 марта 1991 2 тур | Торпедо-Д (Москва) | 2:1 | Спартак-Д (Москва) |  |

| 23 марта 1991 3 тур | Спартак-Д (Москва) | 7:1 | Памир-Д (Душанбе) |  |

| неизвестно 1991 4 тур | Спартак-Д (Москва) | +:- | Арарат-Д (Ереван) |  |

| 28 апреля 1991 5 тур | Спартак-Д (Москва) | 1:2 | ЦСКА-Д (Москва) |  |

| 1 мая 1991 6 тур | Шахтёр-Д (Донецк) | 1:2 | Спартак-Д (Москва) |  |

| 5 мая 1991 7 тур | Спартак-Д (Москва) | 1:1 | Днепр-Д (Днепропетровск) |  |

| 13 мая 1991 8 тур | Черноморец-Д (Одесса) | 1:1 | Спартак-Д (Москва) |  |

| 17 мая 1991 9 тур | Спартак-Д (Москва) | 5:3 | Локомотив-Д (Москва) |  |

| 1 июня 1991 10 тур | Динамо-Д (Минск) | 1:1 | Спартак-Д (Москва) |  |

| 4 июня 1991 11 тур | Динамо-Д (Москва) | 3:0 | Спартак-Д (Москва) |  |

| 18 июня 1991 12 тур | Спартак-Д (Москва) | 2:0 | Металлист-Д (Харьков) |  |

| 23 июня 1991 13 тур | Спартак-Д (Владикавказ) | 0:8 | Спартак-Д (Москва) |  |

| 26 июня 1991 14 тур | Арарат-Д (Ереван) | 1:1 | Спартак-Д (Москва) |  |

| 30 июня 1991 15 тур | Спартак-Д (Москва) | 1:0 | Динамо-Д (Киев) |  |

### Второй круг
| 2 июля 1991 16 тур | Спартак-Д (Москва) | 2:0 | Пахтакор-Д (Ташкент) |  |

| 5 июля 1991 17 тур | Спартак-Д (Москва) | 3:0 | Спартак-Д (Владикавказ) |  |

| 10 июля 1991 18 тур | ЦСКА-Д (Москва) | 3:2 | Спартак-Д (Москва) |  |

| 22 июля 1991 19 тур | Спартак-Д (Москва) | 0:0 | Шахтёр-Д (Донецк) |  |

| 25 июля 1991 20 тур | Динамо-Д (Киев) | 1:1 | Спартак-Д (Москва) |  |

| 29 июля 1991 21 тур | Днепр-Д (Днепропетровск) | 1:2 | Спартак-Д (Москва) |  |

| 4 августа 1991 22 тур | Спартак-Д (Москва) | 2:2 | Черноморец-Д (Одесса) |  |

| 14 августа 1991 23 тур | Металлист-Д (Харьков) | 0:5 | Спартак-Д (Москва) |  |

| 31 августа 1991 24 тур | Спартак-Д (Москва) | 2:2 | Динамо-Д (Минск) |  |

| 8 сентября 1991 25 тур | Локомотив-Д (Москва) | 0:6 | Спартак-Д (Москва) |  |

| 13 сентября 1991 26 тур | Спартак-Д (Москва) | 0:0 | Динамо-Д (Москва) |  |

| 27 сентября 1991 27 тур | Памир-Д (Душанбе) | 3:4 | Спартак-Д (Москва) |  |

| 18 октября 1991 28 тур | Пахтакор-Д (Ташкент) | 2:0 | Спартак-Д (Москва) |  |

| 26 октября 1991 29 тур | Спартак-Д (Москва) | 2:1 | Торпедо-Д (Москва) |  |

| 1 ноября 1991 30 тур | Спартак-Д (Москва) | 2:0 | Металлург-Д (Запорожье) |  |

## Knoll Cup
Турнир в Байройте.
| 3 января 1991 1 тур | Вайден | 0:4 | Спартак (Москва) |  |

| 3 января 1991 2 тур | Нюрнберг | 4:5 | Спартак (Москва) |  |

| 3 января 1991 Финал | Спартак (Москва) | 6:3 | Дукла (Прага) |  |

## IV HYPO—Pokal`91
| 4 января 1991 1 тур | Кауфбойрен | 1:0 | Спартак (Москва) |  |

| 4 января 1991 2 тур | Локомотив (Лейпциг) | 3:2 | Спартак (Москва) |  |

| 4 января 1991 Матч за 5-е место | Гермаринген | 0:5 | Спартак (Москва) |  |

## IX RTL—Plus Cup
Регламент турнира: 5 на 5, 2 тайма по 8 минут, финал — 2 тайма по 10 минут.
| 6 января 1991 1 тур | Саарбрюккен | 2:5 | Спартак (Москва) |  |

| 6 января 1991 2 тур | Штутгарт | 2:5 | Спартак (Москва) |  |

| 6 января 1991 1/2 финала | Кёльн | 1:3 | Спартак (Москва) |  |

| 6 января 1991 Финал | Штутгарт | 5:3 | Спартак (Москва) |  |

## XX Международный турнир в Берлине
Регламент турнира: 5 на 5, 2 тайма по 12 минут, финал — 2 тайма по 15 минут.
| 11 января 1991 1 тур | Тюркийемспор (Берлин) | 0:4 | Спартак (Москва) |  |

| 11 января 1991 2 тур | Боруссия (Дортмунд) | 0:4 | Спартак (Москва) |  |

| 12 января 1991 3 тур | Боруссия (Дортмунд) | 2:5 | Спартак (Москва) |  |

| 12 января 1991 4 тур | Тюркийемспор (Берлин) | 1:7 | Спартак (Москва) |  |

| 13 января 1991 1/2 финала | Гамбург | 2:2 (3:1 пен.) | Спартак (Москва) |  |

| 13 января 1991 Матч за 3-е место | Боруссия (Дортмунд) | 3:4 | Спартак (Москва) |  |

## III Международный турнир в Марселе
Регламент турнира: 2 тайма по 12 минут, финал — 2 тайма по 15 минут.
| 15 января 1991 1 тур | Олимпик (Марсель) | 5:3 | Спартак (Москва) |  |

| 15 января 1991 2 тур | Спартак (Москва) | 4:3 | Бавария (Мюнхен) |  |

| 15 января 1991 3 тур | Нант-Атлантик (Нант) | 1:5 | Спартак (Москва) |  |

| 15 января 1991 Финал | Спартак (Москва) | 2:4 | Бавария (Мюнхен) |  |

## VIII Comet Cup
Регламент турнира: 5 на 5, 2 тайма по 12,5 минут, полуфиналы — 2 тайма по 15 минут, финал — 2 тайма по 20 минут.
| 18 января 1991 1 тур | Боруссия (Дортмунд) | 5:1 | Спартак (Москва) |  |

| 18 января 1991 2 тур | Ганза (Росток) | 0:6 | Спартак (Москва) |  |

| 19 января 1991 1/2 финала | Вердер (Бремен) | 4:7 | Спартак (Москва) |  |

| 19 января 1991 Финал | Боруссия (Дортмунд) | 11:7 | Спартак (Москва) |  |

## XXVII trofeo Colombino
| 9 августа 1991 1/2 финала | Атлетико (Мадрид) | 2:1 | Спартак (Москва) |  |

| 11 августа 1991 Матч за 3 место | Рекреативо (Уэльва) | 2:1 | Спартак (Москва) |  |

## XLIII Coppa Carnevale
В турнире участвовали футболисты до 20 лет.
| 30 января 1991 Предварительный этап, 1 матч | Лацио-мол. (Рим) | 1:1 | Спартак-Д (Москва) |  |

| 1 февраля 1991 Предварительный этап, 2 матч | Лацио-мол. (Рим) | 2:0 | Спартак-Д (Москва) |  |

## Товарищеские матчи

### Основной состав
| 17 января 1991 | Вайхаузен | 0:7 | Спартак (Москва) |  |

| 20 января 1991 | Байер-04 (Леверкузен) | 3:1 | Спартак (Москва) |  |

| 29 января 1991 | Спартак (Москва) | 8:1 | ЦСКА-2 (Москва) |  |

| 31 января 1991 | Спартак (Москва) | 5:1 | Сатурн (Раменское) |  |

| 2 февраля 1991 | Спартак (Москва) | 8:1 | Динамо-2 (Москва) |  |

| 5 февраля 1991 | Спартак (Москва) | 5:1 | Волга (Тверь) |  |

| 9 февраля 1991 | Спартак (Москва) | 2:0 | Динамо (Москва) |  |

| 16 февраля 1991 | Нарзан (Кисловодск) | 1:1 | Спартак (Москва) |  |

| 21 февраля 1991 | Спартак (Нальчик) | 0:1 | Спартак (Москва) |  |

| 2 апреля 1991 | Иомиури (Токио) | 2:2 | Спартак (Москва) |  |

| 4 апреля 1991 | Сб. Японии | 0:0 | Спартак (Москва) |  |

| 21 мая 1991 | Металлург (Красноярск) | 1:4 | Спартак (Москва) |  |

| 19 июля 1991 | Спартак (Москва) | 7:2 | Кандиду-де-Соуза (Сан-Паулу) |  |

| Осень 1991 | Спартак (Москва) | в:п | Вымпел (Калининград, М. о.) |  |

| Осень 1991 | Спартак (Москва) | в:п | Вымпел (Калининград, М. о.) |  |

| 1 декабря 1991 | Сб. Южной Кореи-олимпийская | 1:0 | Спартак (Москва) |  |

| 3 декабря 1991 | Сб. Южной Кореи-олимпийская | 0:1 | Спартак (Москва) |  |

| 5 декабря 1991 | Сб. Южной Кореи-олимпийская | 1:1 | Спартак (Москва) |  |

### Дублирующий состав
| 9 января 1991 | Спартак-Д (Москва) | 8:0 | Торгмаш (Люберцы) |  |

| 12 января 1991 | Спартак-Д (Москва) | 4:1 | Звезда (Москва) |  |

| 16 января 1991 | Спартак-Д (Москва) | 5:0 | Динамо-2 (Москва) |  |

| 19 января 1991 | Спартак-Д (Москва) | 9:0 | Вымпел (Калининград, М. о.) |  |

| 8 февраля 1991 | Спартак-Д (Москва) | 3:0 | Динамо-Д (Москва) |  |

| 2 марта 1991 | Спартак-Д (Москва) | 3:0 | Сб. СССР-юношеская (1974 г. р.) |  |

| 21 сентября 1991 | Химик (Ефремов) | 1:5 | Спартак-Д (Москва) |  |

| После 26 ноября 1991 | Спартак-Д (Москва) | 6:0 | Звезда (Москва) |  |

| После 26 ноября 1991 | Спартак-Д (Москва) | 6:2 | Торгмаш (Люберцы) |  |

## Статистика

### «Сухие» матчи
Включает в себя все официальные игры. Список отсортирован по итоговому результату.
| Поз. | Нац.      | Номер | Имя                | Чемпионат | Кубок | Еврокубки | Итого |
| ---- | --------- | ----- | ------------------ | --------- | ----- | --------- | ----- |
| 1    | Флаг СССР | ?     | Станислав Черчесов | 9         | 1     | 3         | 13    |
| 2    | Флаг СССР | ?     | Гинтарас Стауче    | 0         | 0     | 1 (1)     | 1 (1) |
|      |           |       | ВСЕГО              | 9         | 1     | 3         | 13    |

## Достижения

### Командные
| Турнир                                    | Достижение                              |
| ----------------------------------------- | --------------------------------------- |
| Чемпионат СССР по футболу 1991            | Серебряный призёр (12-й раз)            |
| Чемпионат СССР 1991 (Дублирующие составы) | Бронзовые призёр (8-й раз)              |
| Comet Cup 1991                            | Финалист (2-й раз)                      |
| RTL-Plus Cup 1991                         | Финалист (1-й раз)                      |
| Knoll Cup 1991                            | Победитель (1-й раз)                    |
| Турнир по мини-футболу в Марселе 1991     | Финалист (1-й раз)                      |
| Турнир по мини-футболу в Берлине 1991     | 3 место (1-й раз)                       |
| Другое                                    | Приз имени Григория Федотова (9-й раз)  |
| Другое                                    | Приз «Двумя составами» (7-й раз)        |
| Другое                                    | Приз за лучшую разность мячей (8-й раз) |

### Индивидуальные
| Нац.      | Номер | Игрок                | Достижение                              |
| --------- | ----- | -------------------- | --------------------------------------- |
| Флаг СССР | ?     | Станислав Черчесов   | № 1 в списке 33 лучших футболистов СССР |
| Флаг СССР | ?     | Василий Кульков      | № 1 в списке 33 лучших футболистов СССР |
| Флаг СССР | ?     | Игорь Шалимов        | № 1 в списке 33 лучших футболистов СССР |
| Флаг СССР | ?     | Александр Мостовой   | № 1 в списке 33 лучших футболистов СССР |
| Флаг СССР | ?     | Геннадий Перепаденко | № 2 в списке 33 лучших футболистов СССР |
| Флаг СССР | ?     | Дмитрий Попов        | № 2 в списке 33 лучших футболистов СССР |
| Флаг СССР | ?     | Дмитрий Радченко     | № 2 в списке 33 лучших футболистов СССР |